# 데카노돈
데카노돈(Deccanodon)은 트라이아스기 후기 지금의 인도에 살았던 키노돈트이며, 모식종이자 현재 존재하는 유일한 종은 2007년에 명명된 데카노돈 말레리엔시스(D. maleriensis)이다. 데카노돈은 트라이아스기의 인도에서 발견된 최초의 키노돈트이며 아딜라바드(Adilabad) 지역의 말레리 지층(Maleri Formation)에서 발견되었다.